# Ivo Ivaniš
Ivo Ivaniš, född 14 februari 1976 i Cavtat, död 16 augusti 2003, var en kroatisk vattenpolospelare. Han ingick i Kroatiens landslag vid olympiska sommarspelen 2000. 
Ivaniš gjorde två mål i OS i Sydney där det kroatiska landslaget slutade på en sjundeplats. Han tog EM-silver 1999 i Florens. Ivaniš omkom 2003 i en dykningsolycka.